# Enzo Francescoli
Enzo Francescoli Uriarte (sinh 12 tháng 11 năm 1961 tại Montevideo) là cựu cầu thủ bóng đá người Uruguay, giải nghệ năm 1997. Ông hiện giờ là Phó chủ tịch các đài truyền hình GOL TV và Tenfield.

## Sự nghiệp
Sự nghiệp cầu thủ của ông chính thức bắt đầu với câu lạc bộ Uruguay Montevideo Wanderers. Francescoli khoác áo đội tuyển quốc gia tại các World Cup 1986 và 1990. Ông chơi vài năm cho River Plate của Argentina. Francescoli cũng từng chơi cho các câu lạc bộ Racing Club de Paris (hồi đó là Matra Racing Paris), Marseille của Pháp, Cagliari và Torino của Ý.
Francescoli nổi tiếng về khả năng chơi bóng khéo léo và uyển chuyển. Những phẩm chất này đã ảnh hưởng tới phong cách chơi bóng của tiền vệ Pháp Zinedine Zidane sau này. Zidane coi Francescoli là thần tượng thời niên thiếu của mình và đặt tên một trong những con trai của anh là Enzo.
Francescoli có biệt danh El Principe (tiếng Tây Ban Nha) hoặc Le Prince (tiếng Pháp), nghĩa là Hoàng tử.
Ông là một trong vài cầu thủ nước ngoài được phần lớn các cổ động viên bóng đá Argentina hâm mộ.
Ông được Pelé xếp trong danh sách 125 cầu thủ còn sống vĩ đại nhất vào tháng 3 năm 2004.

## Danh hiệu

### Tập thể
- Copa América (3 lần): 1983, 1987, 1995
- Vô địch Copa Libertadores: 1996
- Vô địch Supercopa Sudamericana: 1997
- Vô địch Pháp: 1990
- Vô địch giải mở Argentina (3 lần): 1994, 1996, 1997
- Vô địch giải đóng Argentina: 1997
- Vô địch giải trẻ Nam Mỹ: 1981
- Nehim Cup: 1983

### Cá nhân
- Cầu thủ xuất sắc nhất Nam Mỹ (2 lần): 1984, 1995
- Cầu thủ xuất sắc nhất Argentina (2 lần): 1986, 1996
- Vua phá lưới Argentina (4 lần): 1985, 1986, 1994, 1996
- Cầu thủ nước ngoài xuất sắc nhất Pháp: 1990